# Ер (Северна Дакота)
Ер (енгл. Ayr) град је у америчкој савезној држави Северна Дакота.

## Демографија
По попису из 2010. године број становника је 17, што је 6 (-26,1%) становника мање него 2000. године.
| Група             | 2000.      | 2010.       |
| Белци             | 20 (87,0%) | 17 (100,0%) |
| Афроамериканци    | 0 (0,0%)   | 0 (0,0%)    |
| Азијати           | 0 (0,0%)   | 0 (0,0%)    |
| Хиспаноамериканци | 0 (0,0%)   | 0 (0,0%)    |
| Укупно            | 23         | 17          |